# Opsiphanes lutescentefasciatus
Opsiphanes lutescentefasciatus is een vlinder uit de familie Nymphalidae. De wetenschappelijke naam van de soort is voor het eerst geldig gepubliceerd in 1779 door Goeze.